# Belvosiomimops barbiellinii
Belvosiomimops barbiellinii là một loài ruồi trong họ Tachinidae.